# Phil ya Nangoloh
Phil ya Nangoloh (* 22. September 1954 in Ogongo, Südwestafrika) ist ein namibischer Menschenrechtler und Gründer sowie Vorsitzender von NAMRIGHTS (ehemals Nationale Gesellschaft für Menschenrechte).

## Leben
Von 1972 bis 1974 besuchte Phil ya Nangoloh die Oshigambo High School. Auf der Suche nach besseren Bildungschancen und vor dem Hintergrund eines Beitritts zur SWAPO verließ ya Nangoloh 1974 Namibia. Er arbeitete vorübergehende als Landarbeiter in Angola und wurde später in Zaire unter dem Vorwand der Spionage für Rhodesien inhaftiert. Infolgedessen wurde er der SWAPO übergeben und nach Lusaka überführt. Im Januar 1975 trat er offiziell der SWAPO bei und wurde Mitglied der People’s Liberation Army of Namibia (PLAN). Aufgrund unterschiedlicher Auffassung geriet ya Nangoloh immer wieder in Konflikte mit der SWAPO und wurde schließlich erneut inhaftiert. 
Später wurde er in die Sowjetunion entsandt, um ein Studium der Funktechnik zu absolvieren. Durch einen Besuch in Finnland geriet er erneut unter Spionageverdacht und wurde schließlich aus der Sowjetunion ausgewiesen. 
Der anschließende Versuch, in der Schweiz politisches Asyl zu beantragen, scheiterte. 1981 ging er in die Vereinigten Staaten, um im Rahmen eines Stipendiums des UN-Rats für Namibia Elektrotechnik zu studieren. Ende der 80er Jahre kehrte er nach Namibia zurück. Dort setzte er sich unter anderem für die Freilassung von durch die SWAPO im Exil Inhaftierter ein.
Ya Nangoloh war zudem Gründer und Informationsbeauftragter der SWAPO-Democrats.
1989 gründete er die Nationale Gesellschaft für Menschenrechte, die sich seither für eine Vielzahl von politischen und gesellschaftlichen Themen engagiert, wofür ya Nangoloh häufig der Kritik seitens der Regierung und der SWAPO ausgesetzt ist.